# کولیوانسکویه
کولیوانسکویه (به لاتین: Kolyvanskoye) یک منطقهٔ مسکونی در روسیه است که در سرزمین آلتای واقع شده‌است.